# کینه اکزاکتا
کینه اکزاکتا (به انگلیسی: Kine Exakta) یک دوربین عکاسی ساخت شرکت ایهاگی است.